# Indicador de salud
Un indicador de salud es un concepto  que se basa etimológicamente en dos palabras: “medir” como verbo que hace referencia a que utilizamos un proceso para asignar un modelo o esquema a una variable o a un conjunto de variables, y por otro lado “medición” como sustantivo, el cual nos indica ciertos aspectos de un objeto tales como son, la cantidad, extensión, dimensión,etc.

## Dato, indicador de salud
Referentemente al ámbito de la salud, encontramos que como fuente principal de unidad de trabajo para generar información y posteriormente generar indicadores, es el dato. Una vez se hayan analizado y procesado e interpretado los indicadores elaborados, se obtiene una nueva información, la cual nos proporciona un conocimiento.
Así tenemos pues que la definición de indicador como un cálculo que manifiesta la situación en la que se encuentra una determinada población en una determinada región. En el caso de indicador de salud tenemos que este cálculo es estimado, es decir que tiene un cierta falta de precisión, y se utiliza para medir una dimensión determinada  de la salud en una comunidad concreta.
Los indicadores de salud también tienen utilidad a la hora de describir y controlar la situación de salud en la que se encuentra un grupo de personas. Las características a las que hicimos referencia son la cualidades de salud; y las dimensiones de la salud integran un conjunto de bienestar físico, ambiental, emocional, espiritual, social y mental de los individuos que forman parte de una comunidad.

## Indicadores positivos y negativos
Los indicadores de salud positivos y negativos se refieren a como estos pueden ser relacionados con conceptos de salud, sea esta de manera directa u opuesta. Consideraremos indicadores de salud positivos cuando estos tengan una relación directa con los estados de salud; si esta es mayor, esto representara a que es mejor el estado de salud de la población; mientras que consideramos indicadores de salud negativos cuando poseen una relación opuesta con los estados de salud; de la misma manera, cuando mayor sea la magnitud, diremos que será peor el estado de salud de la población.

## Uso
A través del desarrollo de los indicadores de salud permite al lector dar un seguimiento y una posterior evaluación de las nuevas tendencias de determinada situación de un país, también de un estado  pero haciendo referencia a su economía, sociedad, entre otras.
Otro uso común es la calificación del ahínco de una institución que se dirige a cumplir logros y éxitos planteados en su misión y visión, así como en el planteamiento de campañas gubernamentales. Quizás entonces podamos establecer que uno de los usos fundamentales del empleo de indicadores es, el poder en una sociedad establecer una relación entre las variables de la economía y la sociedad dentro de una región delimitada. Apoyará en el sector público ya que la medición de los indicadores es de vital importancia entre ellas.
- Interpretar lo que está ocurriendo, hacia dónde vamos. Dando así la capacidad de determinar mediante un análisis exhaustivo las tendencias encontradas en la población.[6]

- Para poder trabajar con los resultados arrojados en investigaciones poblacionales, en primera instancia debemos establecer una comparación entre la causa y efecto del problema científico.[6]
- Cuando hallemos extrapolaciones en los límites de cálculo para las variables analizadas, debemos realizar correcciones y modificaciones.[6]
- En un grupo de personas podemos valorar si se cumple un buen desarrollo de la productividad.[6]
- Determinar las debilidades y fortalezas del problema a analizar.[6]
- Asignar un compromiso de responsabilidad a un sujeto capacitado para manejar los resultados.[6]
- Comparar los resultados obtenidos con otros resultados de investigaciones realizadas a nivel nacional e internacional.[6]
- Dividir a la población que se encuentre en riesgo en estratos.[6]
- Realizar un control  del estilo de vida que lleva la población a analizar.[6]

Tomando en consideración estos puntos claves de los indicadores podemos proponer políticas de salud, para posteriormente realizar una intervención y tomar como prioridad  a los problemas más relevantes.

## Estratificación según características de las personas
Los datos regionales y nacionales de un país tienen necesidades de salud diferente de entre el resto de países, es importante desglosar los datos para determinar concretamente necesidades prioritarias de una región o país. El monitoreo a través del tiempo resulta indispensable para observar cambios en el impacto de las acciones de salud y políticas sanitarias, así como el desarrollo de las enfermedades con sus respectivos tratamientos.
Los indicadores de salud pueden ser medidos en niveles geográficos como regional, nacional o local, así como en subgrupos de poblaciones como edad, sexo, origen étnico, situación socioeconómica, etc.
Determinar el género en una determinada enfermedad es importante ya podría dar resultados diferentes, por ejemplo  en el VIH/SIDA la transmisión sexual del virus es mayor de hombre a mujer que de mujer a hombre. En el mismo ejemplo, hay factores sociales, económicos, culturales, educacionales que tienen importancia en la transmisión de la enfermedad, ya que una persona educada en el tema y que conoce los riesgos de la transmisión del virus, será menos propensa a contagiarse que una persona que ignore el tema por completo.

## Indicadores epidemiológicos
Los indicadores epidemiológicos que se suelen tener en consideración para evaluar los niveles de riesgo de un territorio son:
- a) Tasa de incidencia acumulada por 100.000 habitantes a 14 días, correspondientes a las 2 últimas semanas epidemiológicas.
- b) Tasa de incidencia acumulada por 100.000 habitantes a 7 días, correspondientes a la última semana epidemiológica.
- c) Tasa de incidencia de casos en personas de 65 o más años a 7 y 14 días.
- d) Porcentaje de casos diagnosticados con trazabilidad.

Los valores de las tasas de incidencia se suelen aplicar teniendo en cuenta semanas epidemiológicas completas.